# Klimaextreme in Nordamerika
Der nordamerikanische Kontinent ist unter klimatischen Gesichtspunkten ein Kontinent der Extreme. Durch seine große Nord-Süd-Ausdehnung und die topographische Situation treten insbesondere auf dem Gebiet der Vereinigten Staaten von Amerika ganzjährig klimatische Extremlagen auf, welche die Lebens- und Wirtschaftssituation von großen Teilen der Bevölkerung prägen.
Die topographische Gliederung Nordamerikas mit den Rocky Mountains entlang der Westküste und den Appalachen an der Ostküste, die den Kontinent südwärts trichterförmig begrenzen, sowie der angrenzende Pazifische Ozean im Westen, der Atlantische Ozean im Osten und das Karibische Meer bzw. der Golf von Mexiko im Süden bedingen das großräumige und häufige Auftreten von extremen Wetterereignissen. Die räumliche Verteilung dieser Wetterereignisse ist teilweise regional begrenzt (zum Beispiel Hurrikane, Tornados), teilweise sehr ausgedehnt (zum Beispiel Kälte- und Hitzeereignisse). Klimaextreme werden im englischen Sprachraum auch climatic hazards genannt. Das Auftreten dieser climatic hazards konzentriert sich dabei in erster Linie auf das kontinentale Staatsgebiet der Vereinigten Staaten von Amerika und betrifft nur in Ausnahmefällen auch den Süden Kanadas und im Falle der Hurrikans den gesamten Karibischen Raum und Zentralamerika. Alle Extremereignisse sind dabei saisonal begrenzt, variieren jedoch stark im Hinblick auf ihr Verbreitungsgebiet bzw. die Größe der betroffenen Region.

## Schwüle und Hitze
Das Problem schwüler, feucht-warmer und heißer Witterung betrifft während der Sommermonate weite Teile der südöstlichen USA. Feucht-heiße Luft, die vom Bermudahoch über den Golf von Mexiko bis weit ins Landesinnere verfrachtet wird und Temperaturen von 30–32 °C aufweist, sowie eine relative Luftfeuchtigkeit von 75 – 85 % besitzt, sorgt für starke Belastungen des menschlichen Organismus. Bei gleichzeitig hoher Sonnenscheindauer und relativer Windstille sowie nur geringer Temperaturrückgänge während der Nacht stellt diese Witterung insbesondere für ältere Menschen eine große Gefahr dar. Die tatsächlich durch diese Bedingungen begründeten Opfer sind nur ungenau zu beziffern und wissenschaftlich schwer von natürlichen Todesfällen zu unterscheiden, werden aber auf ca. 200 pro Jahr geschätzt. Die Opferzahlen einzelner, extremer Hitzeereignisse können aber auch deutlich höher ausfallen. So werden auf eine Hitzewelle in Chicago im Jahre 1995 ca. 670 Todesopfer zurückgeführt.
Wirtschaftliche Schäden sind meist eher indirekter Natur. Den immensen Stromverbrauch der amerikanischen Bevölkerung durch Klimaanlagennutzung kann man jedoch zumindest teilweise auf diese Ereignisse zurückführen. So belief sich der Stromverbrauch durch Klimaanlagen im Jahr 2001 in den USA auf ca. 183 TWh, das entspricht in etwa einem Drittel des gesamten deutschen Bruttostromverbrauches desselben Jahres. Auch Schäden an und starke Beanspruchung von Straßenbelägen und Schienen können wirtschaftliche Nachteile hervorrufen.
Die Vorhersage solcher Hitzeereignisse ist durch moderne Wetterbeobachtung relativ langfristig möglich, dadurch verursachte Schäden lassen sich aber kaum verhüten. Am ehesten ist eine Aufklärung der Bevölkerung über die Gefahren dieses climatic hazard von Nutzen, damit diese dann individuelle Vorsorge treffen kann, beispielsweise durch den Kauf von Klimaanlagen und die Vermeidung körperlicher Arbeit während der fraglichen Zeitspanne.

## Dürre und Trockenheit

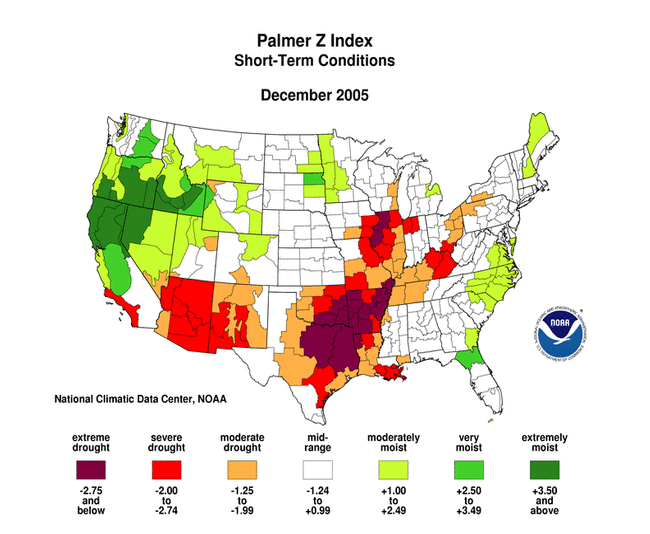
Dürrekarte des National Weather Service

Dürren und Trockenperioden fordern in der modernen westlichen Gesellschaft, in der Trinkwasser überall verbreitet ist, keine Todesopfer mehr; sie stellen jedoch vor allem aus wirtschaftlicher Sicht ein großes Problem dar. Sie treten während der Sommermonate auf und bedrohen praktisch das gesamte Gebiet der kontinentalen USA und Südkanadas.
Dabei muss zwischen meteorologisch induzierten Dürren und sozio-ökonomischen Dürren unterschieden werden. Meteorologische Dürren sind Trockenperioden, in denen die Niederschlagsmenge vom Mittelwert abweicht, während sozio-ökonomische Dürren dort vorkommen, wo der Wasserverbrauch der Bevölkerung die natürlich vorhandenen und regenerierbaren Wasservorkommen übersteigt. Sozio-ökonomische Dürren können durch den überhöhten Verbrauch der Wasserressourcen eines Gebietes und dem hierdurch folgenden Absinken des Grundwasserspiegels meteorologisch induzierte Dürren begünstigen oder verstärken.
Meteorologische Dürren treten gehäuft in den Great Plains auf. Feuchte, maritime Luftmassen vom Pazifischen Ozean treffen im Zuge der Westwinddrift auf die Rocky Mountains und regnen beim Aufsteigen an deren Westseite ab. Der dadurch entstehende Föhneffekt (Chinook) bewirkt, dass östlich der Kordilleren warme, trockene Luft ankommt, die kaum ergiebige Niederschläge hervorbringt, wenngleich im kontinentalen Niederschlagsregime ein Sommermaximum der Niederschläge generell die Regel ist. Diese geografische Besonderheit führt dennoch in regelmäßigen Abständen zu mehrjährigen Dürreperioden, die in erster Linie die Landwirtschaft des betroffenen Gebietes stark beeinträchtigen. Verstärkt wird der negative Effekt noch, indem der kräftige Wind die trockene, lose und humusreiche obere Erdschicht in Staubstürmen abträgt und nur unfruchtbarer Boden zurückbleibt. Eine solche extreme Dürreperiode während der 1930er Jahre im Mittleren Westen der USA führte zur Prägung des Begriffs "Dust Bowl".

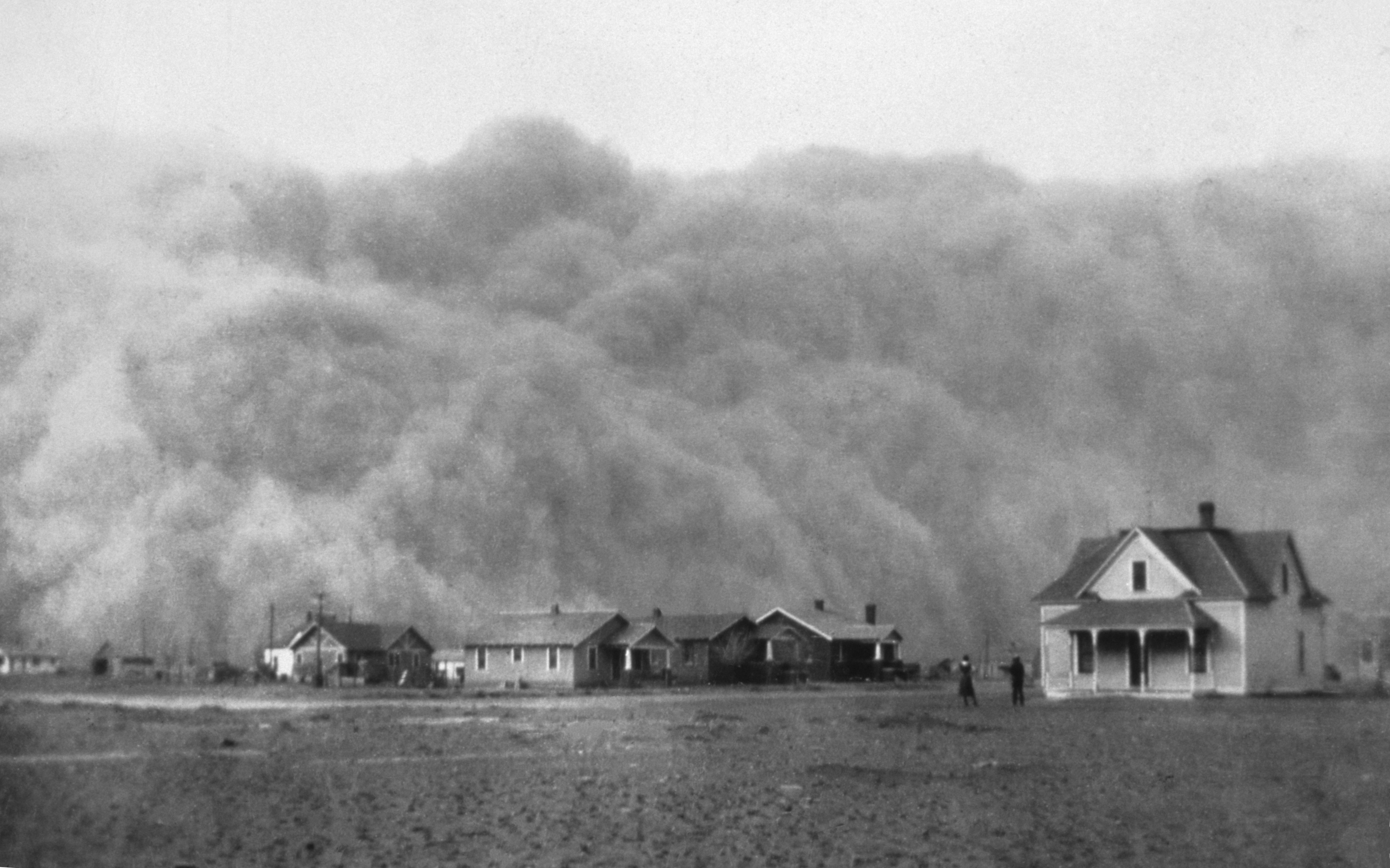
Staubsturm in Texas im Jahre 1935

Eine weitere Gefahr, die von Dürren ausgeht, ist die verstärkte Anfälligkeit der Vegetation für unkontrollierte Brände. Den gesamten wirtschaftlichen Schaden, der durchschnittlich jährlich durch Dürren in den USA bedingt ist, beträgt laut einer Studie des National Drought Mitigation Center 6 – 8 Milliarden US-Dollar.
Dürren sind schwer vorherzusagen, da sie sich über einen längeren Zeitraum entwickeln und so dem verlässlichen Vorhersagefenster der Wetterdienste entziehen. Daher ist eine laufende Beobachtung und Bewertung von Trockenperioden und der Vergleich mit historischen Daten nötig. Diese Aufgabe übernehmen das Climate Prediction Center, das Teil der National Oceanic and Atmospheric Administration (NOAA) ist, sowie verschiedene universitäre Einrichtungen, wie beispielsweise das bereits erwähnte National Drought Mitigation Center (NDMC) der University of Nebraska-Lincoln. Die gesammelten Daten zu Niederschlagsmenge, Evapotranspiration, Wasserstand und Bodenfeuchte werden dann durch verschiedene Indizes in Gefahrenkategorien eingeteilt und auf Karten übersichtlich dargestellt. Es gibt verschiedene Indizes, die sich jeweils für unterschiedliche Anwendungsgebiete eignen und nach Gebietsgröße der Vorhersage, Lage des Gebiets und anderen Kriterien ausgewählt werden. Der am weitesten verbreitete Index ist der Palmer Drought Severity Index (PDSI), welcher in 11 Klassifikationen eingeteilt ist und von vielen US-Regierungsinstitutionen genutzt wird. Der PDSI, der schon Mitte der 1960er-Jahre entwickelt wurde, ist mittlerweile mehrfach weiterentwickelt und modifiziert worden und wird nun neben anderen Indizes wie dem Standard Precipitation Index (SPI) oder dem Reclamation Drought Index (RDI) genutzt bzw. von diesen ergänzt.
Vorsorgemöglichkeiten gegen Dürre bzw. gegen deren Auswirkungen sind neben Programmen zur Anpassung von landwirtschaftlichen Aktivitäten an das naturräumliche Umfeld auch der Umstieg auf trockenheitsresistenteres Saatgut sowie ungehinderter Informationsfluss an potentiell Betroffene. Diese Maßnahmen können zwar die Dürre nicht verhindern, die Auswirkungen auf die betroffene Bevölkerung aber zumindest lindern.

## Überschwemmungen

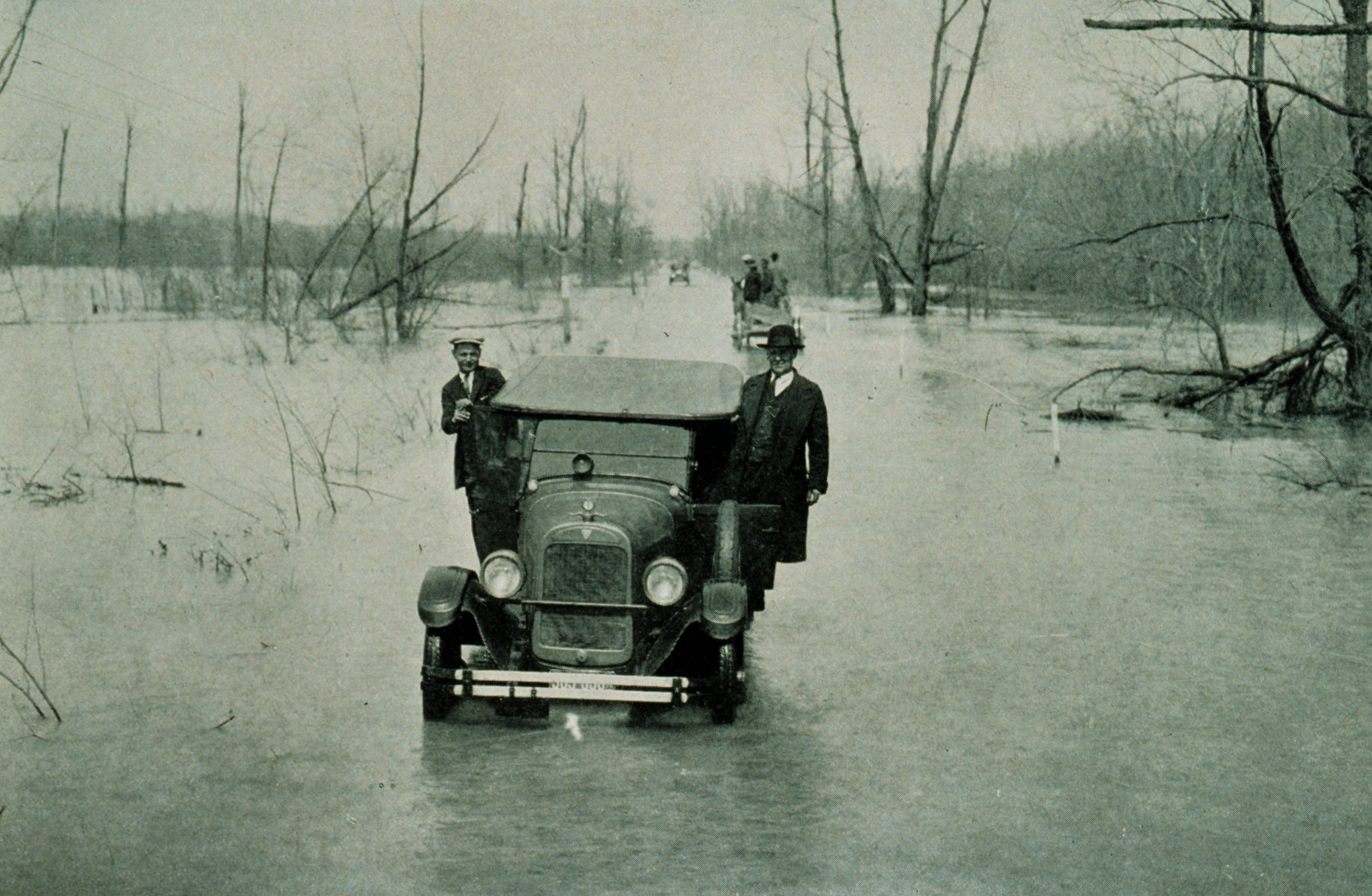
Die große Mississippiflut im Jahre 1927

Überschwemmungen treten in Nordamerika regelmäßig auf, und auch hier ist wieder in erster Linie das Staatsgebiet der USA betroffen. Im Frühjahr sind die Gebiete der nördlichen Great Plains von saisonal wiederkehrenden Schmelzwasserüberschwemmungen betroffen. Seltener treten Hochwässer entlang der großen Flüsse der USA auf, welche durch extreme Niederschläge ausgelöst werden und sich noch ungleich verheerender auswirken. Flutereignisse sind in den Vereinigten Staaten sowohl in Bezug auf Todesopfer als auch in finanzieller Hinsicht das schwerwiegendste Klimaextrem. Im Zeitraum zwischen 1975 und 1998 forderten sie annähernd 2500 Todesopfer und verursachten finanzielle Schäden von über 100 Milliarden US-Dollar.
Die Wucht, mit der Überschwemmungen die Bevölkerungen treffen, ist in erster Linie historisch begründet: Überflutungsflächen waren eine attraktive Siedlungsfläche, da sie häufig eine außergewöhnlich gute Bodenqualität boten, was die landwirtschaftlichen Erträge begünstigte; außerdem erleichterten sie durch ihre Ebenmäßigkeit den Gebäudebau. Weitere Gunstfaktoren waren – und sind es bis heute – die günstige Verkehrslage und die Möglichkeit der Energieerzeugung. In diesen vielfältigen Vorteilen ist begründet, dass heute viele Agglomerationsgebiete und große Städte im Einzugsgebiet potentieller Hochwässer liegen. Die Vermeidung von Flutschäden ist aufgrund der Größe der betroffenen Gebiete nur begrenzt möglich. Durch Schutzbauten ist ein gewisser Schutz bei kleineren Hochwässern zu erreichen.
Während der großen Flut im oberen Mississippibecken im Sommer 1993 wurden aber beispielsweise über 1000 der 1300 Dämme entlang des Flusses zerstört und die Wassermassen verursachte Schäden zwischen 12 und 16 Milliarden US-Dollar, aber dass dennoch weniger als 50 Todesopfer zu beklagen waren, lag an einer guten Vorhersage des Flutverlaufs, deren relativ langsamem Voranschreiten und der dadurch möglichen Evakuierung von über 50.000 Menschen. Überflutungen sind und bleiben jedoch prinzipiell unbeherrschbar und können nur durch eine Begrenzung von Neubauten in Flutgebieten und konsequentem Bau von Hochwasserschutzeinrichtungen und deren regelmäßiger Wartung in ihren Auswirkungen begrenzt werden.

## Flash Floods

Warnlogo des NOAA zur Aufklärung der Bevölkerung über die Gefahren von flash floods

Flash Floods stellen zwar ebenfalls einen Typus der Überschwemmungs- oder Hochwasserkatastrophe dar, sind aber aufgrund ihrer Intensität und Unberechenbarkeit in der betroffenen Region ungleich gefährlicher als "klassische" Überschwemmungen. Hierbei wird – nach Definition des National Weather Service (NWS) – innerhalb von sechs Stunden – durch starke Regenfälle ein Blitzhochwasser ausgelöst, das sich auch an Orten, die kurz zuvor noch völlig trocken und sicher erschienen, in wenigen Minuten eine regelrechte Wasserwand entwickeln kann. Sie werden häufig durch Konvektionsniederschläge aus tropisch-maritimen und damit extrem feuchten Luftmassen ausgelöst. Diese stammen aus dem Golf von Mexiko und werden auch gulf air genannt. Betroffen sind in erster Linie die Great-Plains-Staaten der USA, sowie die beiden Carolinas, Virginia und Texas, prinzipiell können Flash Floods aber an jedem Ort der USA und Südkanadas auftreten. Voraussetzung zur Entstehung von Flash Floods sind neben den starken Regenfällen auch ein zur Wasseraufnahme unfähiger Untergrund. Dies können neben ausgedörrten Böden auch wasserübersättigte Böden oder versiegelte Flächen wie Straßen oder Unterführungen sein. Auch Bachläufe, Canyons oder Senken erhöhen das Risiko eines Blitzhochwassers bzw. dessen Intensität. Obwohl Flash Floods nur regional eng begrenzt wirken, fordern sie jedes Jahr eine hohe Zahl an Todesopfern und verursachen beträchtliche Schäden. Das liegt vor allem an ihrem schnellen und unerwarteten Erscheinen und der somit schlechten Vorhersagbarkeit. Trotzdem versucht der NWS durch eine täglich aktualisierte "Flash Flood Guidance" Karte das Risiko für jedes County der USA zu beurteilen. Dies geschieht durch die Bestimmung der Niederschlagsmenge, die in einer bestimmten Region eine Flash Flood auslösen könnte und basiert auf Messungen der Bodenfeuchte. Auch die Federal Emergency Management Agency, kurz FEMA bietet Möglichkeiten, das individuelle Flutrisiko einer bestimmten Region zu bestimmen. Auch der Bau von Hochwasserkontrollbauten kann das Risiko von Flutschäden deutlich verringern. Des Weiteren ist eine konsequente Aufklärung der Bevölkerung geboten, da immer noch die meisten Todesfälle auf Unwissenheit im Umgang mit Überflutungen zurückgehen. So sterben die meisten Flash-Flood-Opfer in ihrem Auto, weil sie versuchen überflutete Straßenabschnitte zu überqueren und dabei aus einem falschen Sicherheitsgefühl heraus die Wucht des Wasserstromes unterschätzen oder unter schlammigem Wasser verdeckte Unterspülungen der Fahrbahn übersehen und so mit ihrem Fahrzeug davongerissen werden.

## Hurrikans

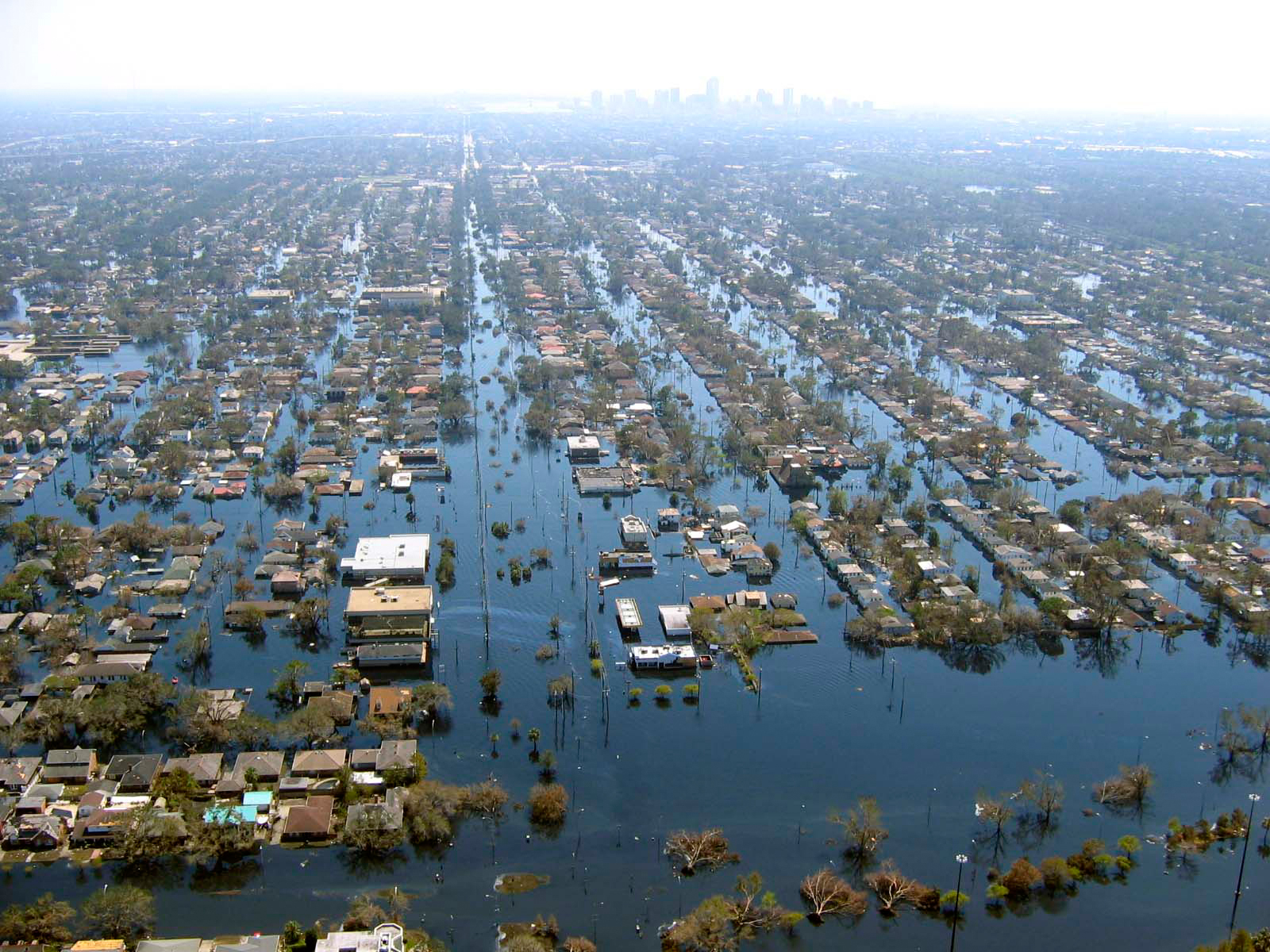
Überflutetes New Orleans im Jahr 2005, ausgelöst durch den Hurrikan Katrina

Hurrikans sind einer der bedeutendsten Naturgefahren und finden aufgrund ihrer Spektakularität und Wirkung eine große mediale Beachtung. Durch die Kombination aus hohen Windgeschwindigkeiten, ergiebigen Niederschlägen und an der Küste ausgelösten Flutwellen verursachen sie oft hohe Schäden. Die offizielle Hurrikansaison beginnt im Juni und endet im November, prinzipiell können aber auch außerhalb dieses Zeitfensters Hurrikans entstehen.
Nordamerika betreffende Hurrikans entstehen aus tropischen Tiefdruckgebieten und können sich aufgrund der nötigen Wirkung der Corioliskraft für die Rotationsbewegung in der Regel erst ca. 5° nördlich des Äquators und über mindestens 27 °C warmem Wasser entwickeln. Durch Konvektion und Freisetzung der latenten Energie in großer Höhe entsteht ein Höhenhoch und ein starkes Tiefdruckgebiet in Wassernähe, welches zu starker Konvergenz weiterer feucht-warmer Luftmassen führt. Die entstandene "thermo-dynamische Energiemaschine", der Hurrikan, kann sich über warmem Wasser weiter intensivieren und bewegt sich dann mit einer Eigengeschwindigkeit von durchschnittlich 16 – 24 km/h fort. Die Rotationsgeschwindigkeit eines Hurrikans kann stark variieren und hängt in erster Linie von der Wassertemperatur ab. Ab einer Geschwindigkeit von 120 km/h wird ein tropischer Sturm als Hurrikan bezeichnet. Des Weiteren werden Hurrikans nach der Intensität ihrer Rotationsgeschwindigkeit in Kategorien eingeteilt und in der Saffir-Simpson-Hurrikan-Windskala nach ihrem Zerstörungspotential beurteilt.

Radarbild des Hurrikan Katrina beim Erreichen der Küste bei New Orleans

Bedroht ist vor allem der Bundesstaat Florida, die gesamte Golfküste sowie die Südostküstenstaaten Georgia und die beiden Carolinas. Ausläufer und Überreste der Hurrikans können aber auch entlang der Ostküste der USA kleinere Schäden und Überschwemmungen hervorrufen. Durch die langsame Entwicklung und Bewegung von Hurrikans entstehen lange Vorlaufzeiten, welche mittels zeitiger Warnungen und Evakuierungsanweisungen an die Bevölkerung genutzt werden können. Da sich die Zugrichtung jedoch schwer vorhersagen lässt, sind solche Warnungen oft mit Unsicherheiten behaftet, und mit tatsächlichen Evakuierungen wird meist gezögert. Prinzipiell ist in den USA aber ein effektives Hurrikan-Warn-System aufgebaut worden, das die Anzahl der Todesopfer stark reduzieren konnte. Selbst die Opferzahlen des Hurrikan Katrina sind aus historischer Sicht eher als erstaunlich niedrig einzustufen. Die Aufgabe des Hurrikan-Management übernehmen in den USA mehrere Behörden und Organisationen. Auf der Vorsorgeseite sind wiederum die NOAA und der NWS zu nennen, welche für die Vorhersage und Berechnung von Zugbahnen Sorge tragen. Der NWS hat hierzu in Miami (Florida) das National Hurricane Center eingerichtet, welches für die möglichst frühzeitige Vorhersage von entstehenden Hurrikans im Atlantik und dem Ost-Pazifik zuständig ist, auch solche, die die USA nicht unmittelbar bedrohen. Die hierzu benötigten Daten werden sowohl mit Naherkundungsmethoden wie Wetterstationen, Bojen, Schiffen und Flugzeugen als auch mit Fernerkundungsmethoden wie Satelliten- und Radarbeobachtung gewonnen.
Für die Einleitung von Vorsorgemaßnahmen und insbesondere die Unterstützung, Bergung und Koordination nach dem Durchzug des Hurrikans ist wiederum die FEMA verantwortlich. Sie wird von den Emergency Management Offices, die in vielen Bundesstaaten existieren, auf regionaler Ebene unterstützt. Diese regionalen Einrichtungen sind vor allem auch auf die Aufklärung der gefährdeten Bevölkerungsteile spezialisiert. Um im Falle einer empfohlenen Evakuierung einen reibungslosen Ablauf zu gewährleisten, wurden außerdem sogenannte „Hurricane Escape Ways“ eingerichtet, die eine Flucht an ungefährdetere Orte ermöglichen sollen.
Trotz all dieser Bemühungen sind die materiellen Schäden aufgrund der Wucht und Unausweichlichkeit des Ereignisses nur in geringem Maße einzugrenzen. So belief sich der durchschnittliche jährliche Schaden durch Hurrikans zwischen 1975 und 1998 auf 3,1 Milliarden US-Dollar. Hier wird jedoch auch deutlich, wie sehr ein außergewöhnlich schadenintensives Jahr – wie beispielsweise 2005 – den Schnitt anheben kann. Die über 100 Milliarden Dollar an Schäden, die in den USA durch die Hurrikansaison des Jahres 2005 verursacht wurden, würden während des oben betrachteten Zeitraumes den Durchschnittsschaden auf ca. 7,6 Milliarden Dollar pro Jahr mehr als verdoppeln.

## Tornados

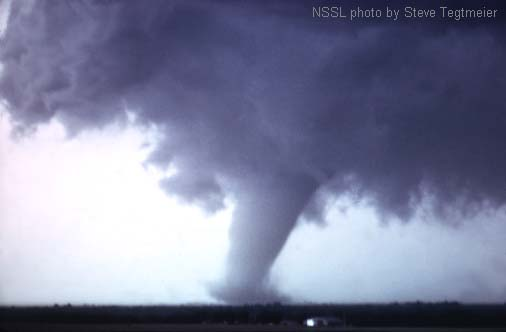
Tornado in Oklahoma

Tornados sind neben den Hurrikans die wohl spektakulärste Klimagefahr in Nordamerika. Sie können prinzipiell überall in den USA und Südkanada auftreten. Ihr Hauptverbreitungsgebiet beschränkt sich allerdings auf die östliche Hälfte der USA. Insbesondere der Norden Texas', Oklahoma, der Süden Kansas', Nebraska, Illinois, Indiana, Mississippi und Florida sind betroffen. Hier bilden sich bis zu neun Tornados pro Jahr und 10.000 Quadratmeilen.
Tornados entstehen an Luftmassengrenzen, an denen polar-kontinentale und tropisch-maritime Luftmassen aufeinandertreffen. Sie bilden sich aus einer Gewitterwolke heraus und bewegen sich der Höhenströmung folgend meist von Südwest nach Nordost. Der Durchmesser des rotierenden Luftschlauches hat in der Regel nur eine Größe von unter hundert Metern und hinterlässt eine klar definierte Schneise der Verwüstung. Wegen der hohen Windgeschwindigkeiten sowohl in horizontaler als auch in vertikaler Richtung und des starken Luftdruckabfalls innerhalb des Tornados sind die verursachten Schäden trotzdem oft enorm.
Aufgrund des kleinen betroffenen Gebiets und der komplexen Bildungsbedingungen ist eine exakte Vorhersage des Ortes, an dem ein Tornado erscheint, nicht möglich. Dennoch wurden große Fortschritte erzielt, ein gefährdetes Gebiet einzugrenzen und somit die Möglichkeit geschaffen, die Bevölkerung vorzuwarnen. Durch den Einsatz eines Doppler-Radars ist es möglich, nicht nur die Niederschlagsmenge innerhalb eines Gewitters zu bestimmen, sondern auch die Luftverwirbelungen innerhalb einer Superzelle. Zur Vorhersage von tornadogefährdeten Gebieten hat der NWS das Storm Prediction Center eingerichtet, welches mit mehrmals täglich aktualisiertem Kartenmaterial zur Information von Bevölkerung und Medien dient.
Tornados fordern jedoch aufgrund ihrer kurzen bis nicht vorhandenen Vorwarnzeit relativ viele Todesopfer, im Zeitraum 1975–1998 waren es im Schnitt 58 pro Jahr bei einem durchschnittlichen Sachschaden von 1,5 Milliarden US – Dollar.

## Blizzards, Northers und Frosteinbrüche

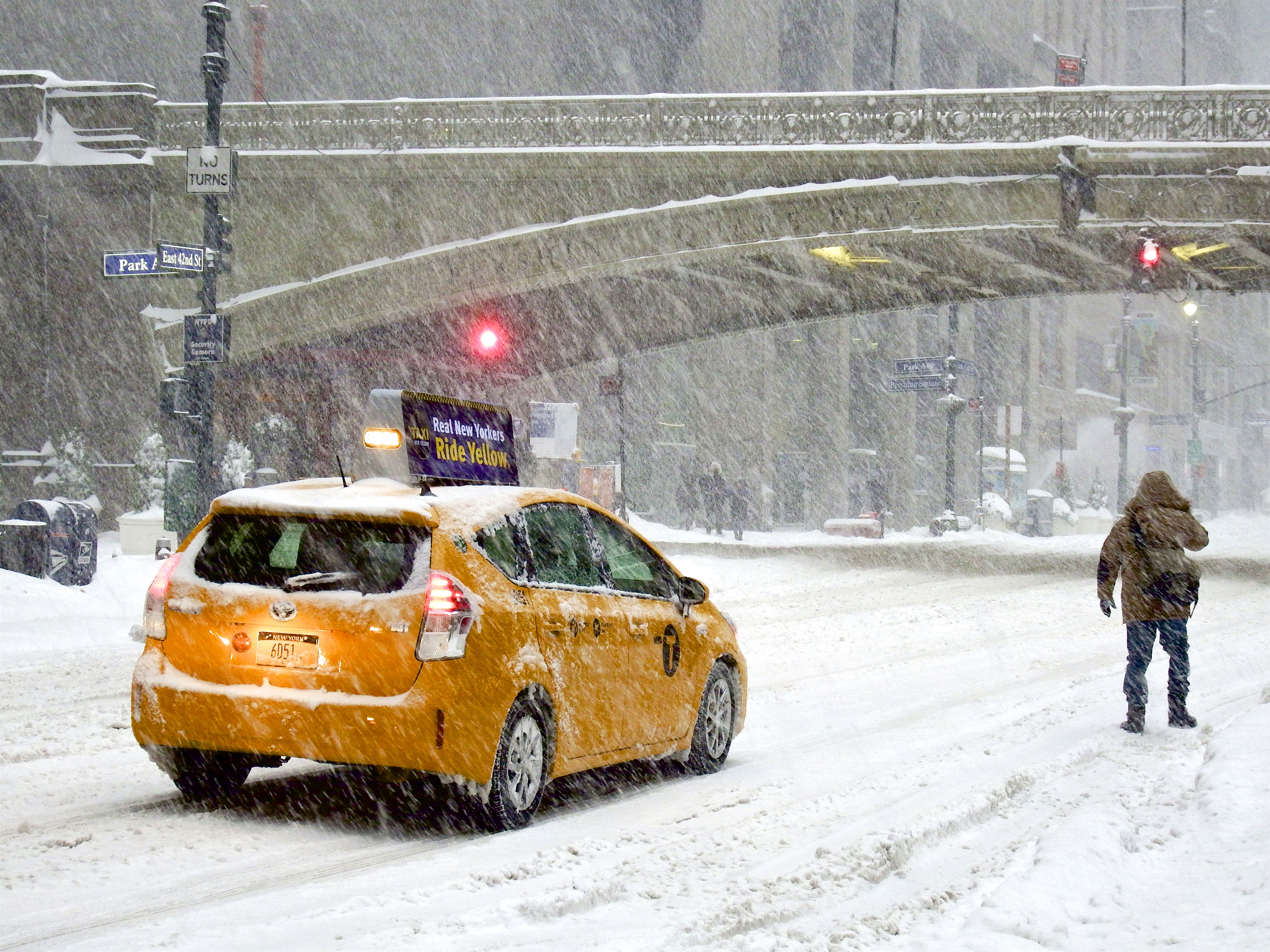
Blizzard Jonas in Manhattan, 2016

Blizzards sind arktische Kaltluftvorstöße, die während des Winters bei einer Unterbrechung der zonalen Westwinddrift weit in die USA vordringen können und durch Vermischung mit tropisch-maritimen Luftmassen äußerst ergiebige Schneefälle hervorbringen können. Die Definition eines Blizzards ist auf kanadischer und amerikanischer Seite leicht unterschiedlich, beinhaltet aber jeweils einen kalten, starken Wind mit ergiebigen Schneefällen und/oder starken Schneeverwehungen. Ein Blizzard muss also nicht zwangsläufig eigene Schneefälle hervorbringen, auch die Verwehung von bereits vorhandenen Schneemassen kann einen Blizzard darstellen. Blizzards können Südkanada und große Teile der USA erreichen. Besonders die Great-Plains-Staaten sind betroffen, aber auch die gesamte Ostküste und die Great-Lake-Region werden von Blizzards heimgesucht. Im Lee der Great Lakes kommt zudem noch der sogenannte Lake effect hinzu. Er bezeichnet die besonders ergiebigen Schneefälle, die durch eine Erwärmung und Befeuchtung kälterer Luftmassen über den Großen Seen entstehen.
Diese blitzartigen Wetterumschwünge und der starke Schneefall führen immer wieder zu großen Schäden, insbesondere durch Stromausfälle, Verkehrsbehinderungen sowie Zerstörung von Baumbeständen und Gebäuden. So forderte ein Blizzard im März 1993, der auch Storm of the Century genannt wird, ca. 270 Todesopfer, verursachte direkte Schäden zwischen drei und sechs Milliarden US-Dollar und lähmte den gesamten Osten der USA und Kanadas. Viele Todesfälle durch Blizzards sind auf Verkehrsunfälle und Herzinfarkte infolge von Überanstrengung beim Schneeschaufeln zurückzuführen, letzteres vor allem im sogenannten Snow Belt unter Lake-Effect-Einfluss, da dieser Schnee besonders nass und schwer ist.
Weitere Kältegefahren sind gefrierender Regen, sogenannte Northers und der Killing Frost. Gefrierender Regen verursacht neben einer unsicheren Verkehrssituation auch Schäden an Überlandleitungen und Vegetation durch sein Gewicht. Northers sind kalte Winde, die besonders durch ihren wind chill, also die gefühlte Temperatur, gefährlich sind. Sie können im Extremfall schon innerhalb von Minuten schwere Erfrierungen verursachen. Killing frost verursacht in erster Linie wirtschaftliche Schäden in Florida und Kalifornien, wo Nutzpflanzen durch Kälteeinbrüche zerstört werden. So verursachten zwei Frostereignisse in Florida 1983 und 1985 über 3 Milliarden US-Dollar an wirtschaftlichen Schäden und zerstörten 40 % der Zitrusplantagen des Staates.

## Blitzschlag

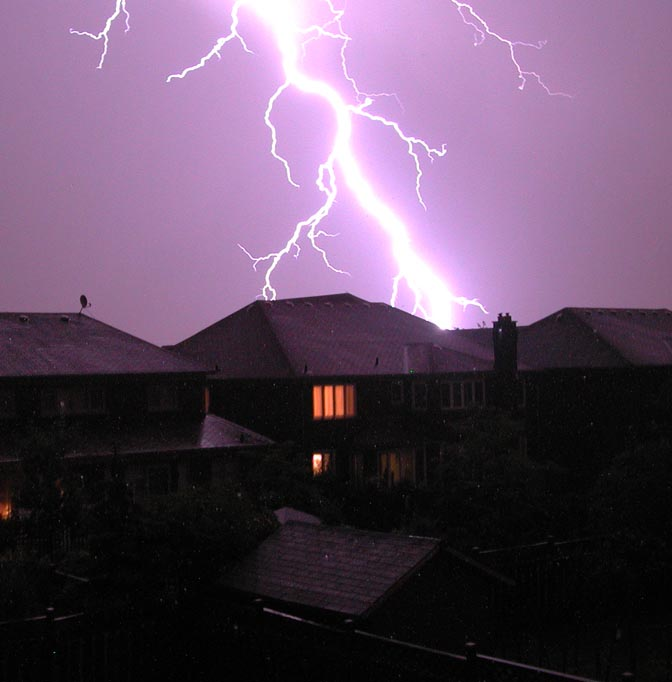
Blitzschlag in Toronto

Blitzschlag ist ein in den USA und Südkanada als allgegenwärtig zu bezeichnender climatic hazard. In Kanada befinden sich die lightning hot spots im Süden der Provinzen Ontario und Saskatchewan sowie in Teilen der Provinz Alberta. In den USA treten Blitze am häufigsten in Florida und an der zentralen Golfküste auf; eine hohe Blitzdichte ist aber bis zu den Großen Seen festzustellen. Der einzelne Blitzschlag ist zwar in seiner Wirkung lokal sehr begrenzt, durch sein häufiges Auftreten stellt er dennoch eine äußerst große Gefahr dar. Tatsächlich ist Blitzschlag eine der tödlichsten climatic hazards in den USA und fordert pro Jahr durchschnittlich zwischen 62 und 69 Opfer. Die Zahl der Verletzten dürfte ca. um den Faktor zehn darüberliegen. Die finanziellen Schäden sind schwer zu ermitteln, da der Blitz nicht immer als eindeutige Schadensursache feststeht. Schätzungen schwanken zwischen 25 Millionen und 5 Milliarden US-Dollar. Die großen Unterschiede in der Schadensschätzung gehen aber auch auf Einbeziehung bzw. Nicht-Einbeziehung von Folgeschäden wie Waldbränden zurück. Eine exakte Vorhersage von Einschlagsorten ist natürlich nicht möglich, die Tatsache, dass 80–90 % aller Blitztoten männlich sind, zeigt jedoch, wie groß das Aufklärungspotential bezüglich des persönlichen Risikoverhaltens ist. Zu Aufklärungszwecken hat der NWS deshalb eine eigene Lightning Safety Website eingerichtet.

## Hagelschlag
Hagelschlag ist ebenfalls eine häufige Gefahr in Verbindung mit Gewittern, tritt in der Regel zwischen April und Oktober auf und konzentriert sich hauptsächlich auf die Great Plains. Die Schadensbilanz verhält sich quasi entgegengesetzt der des Blitzschlages. Es gibt kaum Tote durch Hagelschlag, der Schaden an Nutzpflanzen und Automobilen kann allerdings beträchtlich sein. Der Schaden wird hier von etwa 200 Millionen bis zu einer Milliarde US-Dollar geschätzt.

## Downbursts
Downbursts sind lokal eng begrenzte Windereignisse, die Teil eines Gewitters sind. Diese Fallböen können Schäden ähnlich denen eines kleineren Tornados erzeugen und sind insbesondere für den bodennahen Flugverkehr eine Bedrohung. Zwischen 1964 und 1985 wurden 26 Flugzeugabstürze mit über 500 Todesopfern auf den Einfluss von Downbursts zurückgeführt. Erst mit neu eingeführten Radarsystemen konnte die Gefahr für startende und landende Flugzeuge verringert werden.

## Telekonnektionen
Als Telekonnektionen werden Fernwirkungen bestimmter Klimaphänomene auf eine räumlich entfernte Region bezeichnet. Im Falle Nordamerikas sind dies Fernwirkungen des El-Niño bzw. La-Niña-Phänomens, welches seinen unmittelbaren Wirkungsraum eigentlich an der Ostküste Australiens bzw. an der Westküste Südamerikas hat. Über atmosphärische Rückkopplungen hat dieses Phänomen einen Einfluss auf das Klima des Nordamerikanischen Kontinents und somit auch auf die Klimaextreme in diesem Raum. Während El-Niño-Jahren kann im Bereich Nordamerikas eine erhöhte Aktivität der Höhenwestwinddrift festgestellt werden, was zu starken Regenfällen an der amerikanischen Pazifikküste, zu tieferen Durchschnittstemperaturen im Südosten der USA und außergewöhnlichen Dürreereignissen führt. Im Allgemeinen sind während El-Niño-Ereignissen im Süden der USA kältere und feuchtere Klimaverhältnisse zu beobachten, als dies im "Normalfall" zu erwarten wäre. Auf der anderen Seite ist während der El-Niño-Jahre eine verringerte Hurrikan-Häufigkeit festzustellen. Dieses Phänomen kehrt sich während La-Niña-Jahren wieder um und führt während dieser Perioden zu einer angeregten Hurrikangenese.